# Улица Шелгунова (Санкт-Петербург)

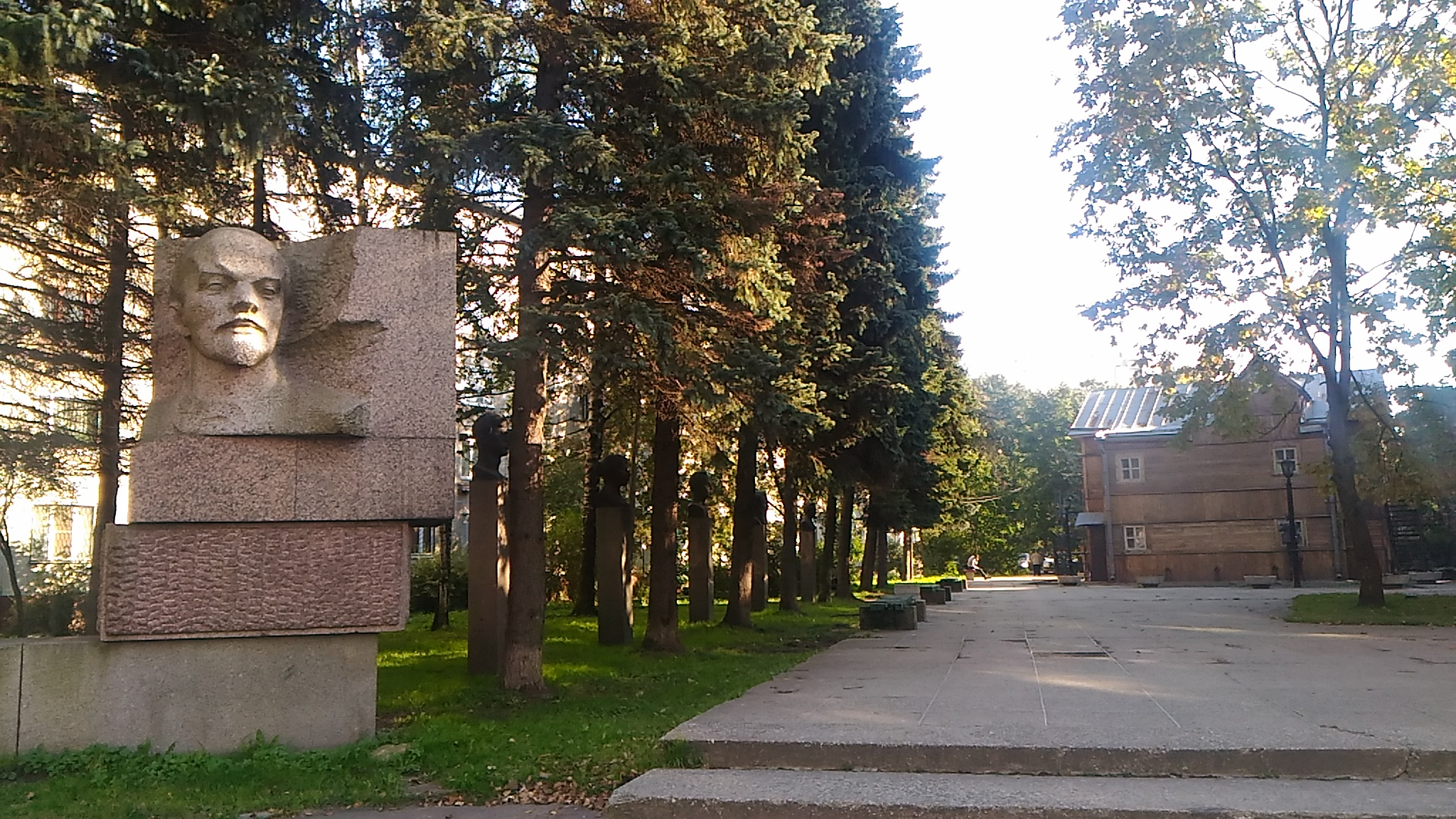
Музей Невская застава — вид с улицы Шелгунова

Улица Шелгуно́ва — улица в исторических районах Александровское, Леснозаводская и Белевское поле Невского административного района Санкт-Петербурга. Проходит от проспекта Обуховской Обороны до Белевского проспекта. Параллельна бульвару Красных Зорь и Леснозаводской улице. По участку от улицы Бабушкина[уточнить] до Белевского проспекта проходит линия электропередачи, которая на северо-восток пересекает Неву.

## История
С дореволюционных пор часть улицы Шелгунова от дома № 10 до улицы Бабушкина именовалась Новопроложенным переулком (другой вариант — Новопроложенная улица). В 1941 году его переименовали в Мариупольскую улицу — по городу Мариуполю.
Улица получила название 12 ноября 1962 года в память о Василии Андреевиче Шелгунове (1867—1939), социал-демократе, большевике, рабочем Невской заставы. В неё вошли Станционная (известная с 1896 года) и Мариупольская улицы.

## Пересечения
С северо-востока на юго-запад (по увеличению нумерации домов) улицу Шелгунова пересекают следующие улицы:
- проспект Обуховской Обороны — улица Шелгунова примыкает к нему;
- Мариупольская площадь с примыканием проспекта Александровской Фермы и пересечением улицы Бабушкина;
- улица Седова — пересечение;
- улица Кибальчича — пересечение;
- Белевский проспект — улица Шелгунова примыкает к нему.

## Транспорт
Ближайшие к улице Шелгунова станции метро — «Пролетарская» (около 500 м по прямой от начала улицы), «Ломоносовская» (около 1,4 км по улице Бабушкина) и «Обухово» (около 1,8 км по прямой от конца улицы) 3-й (Невско-Василеостровской) линии.
По участку улицы от проспекта Обуховской Обороны до улицы Бабушкина проходят автобусные маршруты №11, 48 и 241.
Ближайшие к улице Шелгунова остановочные пункты железной дороги — Сортировочная (около 1,2 км по прямой от конца улицы) и Обухово (около 1,7 км по прямой от конца улицы).

## Общественно значимые объекты
- Станционные бани — дом 3;
- специальная школа[уточнить] № 18 — дом 5а;
- историко-краеведческий музей «Невская застава» (между улицей Шелгунова и Ново-Александровской улицей) — Ново-Александровская улица, дом 23;
- молитвенный дом Церкви Иисуса Христа Святых последних дней (у пересечения с улицей Бабушкина) — улица Бабушкина, дом 111;
- детский сад № 138 — дом 17;
- детский сад № 68 — дом 18;
- детский сад[уточнить] — дом 21;
- школа № 334 — дом 23;
- детский сад № 67 — дом 20;
- Социально-реабилитационный центр для несовершеннолетних «Альмус» — дом 25;
- детский сад № 51 — улица Седова, дом 152.